# John Bost
Pour les articles homonymes, voir Bost.
Jean Antoine Bost, dit John Bost, né le 4 mars 1817 à Moutier, dans le canton suisse de Berne et mort le 1er novembre 1881 à Paris, est un pasteur calviniste et revivaliste du XIXe siècle, pionnier de l'action sociale. En 1844, il devient pasteur au village de La Force, dans le Périgord. Il y fonde les Asiles de Laforce, « utopie prophétique » destinée aux orphelins, aux personnes porteuses de handicaps et aux personnes très âgées revenant de séquelles provoqués par des maladies relevant de l’âge très avancé, qui devient ensuite la Fondation John Bost.

## Biographie

### Vocation familiale (1817-1843)
Jean est le fils du pasteur Ami Bost, figure du Réveil protestant, qui est un mouvement évangélique genevois, et de Jeanne Françoise Pattey. Cinq de ses neuf frères deviendront eux aussi pasteurs.
Il reçoit une formation de relieur, métier manuel que ses parents jugent adapté à sa mauvaise santé, mais, pianiste émérite, il envisage de faire de ce don sa profession. En 1839, il reçoit des leçons et des encouragements de Franz Liszt de passage au Conservatoire de Genève puis, se rend à Paris pour suivre sa formation, tout en donnant lui-même des leçons de piano.
Après avoir entendu ces paroles du  Domino noir — au châtiment sévère rien ne peut me soustraire, je n'ai plus qu'à mourir — et passé une nuit d'angoisse, il est dégouté par la vanité de la vie à laquelle il se prépare, si éloignée de celle de son enfance et de celles de ces personnes dans la souffrance et le besoin, qu'il visite régulièrement avec le pasteur Louis Meyer. En juin 1840, il a vingt-trois ans et renonce à sa carrière artistique. Il part travailler un an comme précepteur en Irlande. À la rentrée 1841, il s'inscrit au collège protestant de Sainte-Foy-la-Grande,.
À l'automne 1843, il entre à la faculté de théologie protestante de Montauban. Dans ses loisirs, John Bost est moniteur dans une école du dimanche dirigée par le professeur Prosper-Frédéric Jalaguier. Il découvre la misère des enfants des rues et des orphelines qui ne pouvaient être placées dans les institutions existantes, ainsi que l'absence de solutions pour les cas d'urgence sociale.

### Pasteur en dissidence (1844-1850)

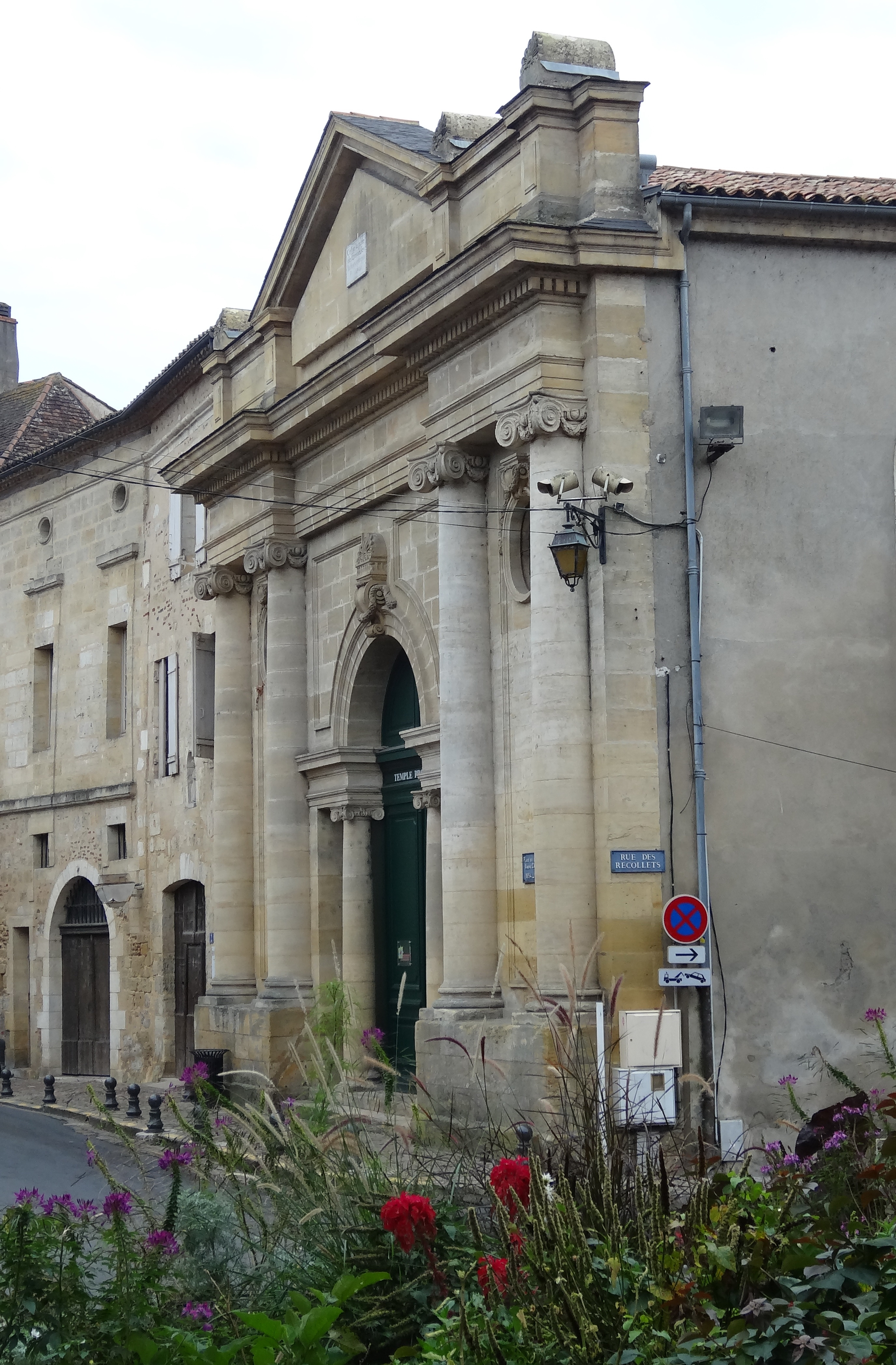
Le temple de Bergerac, dont dépendaient les paroissiens de La Force jusqu'à la venue du pasteur Bost.

John Bost n'étudie qu'une année à la faculté de théologie protestante. En août 1844, il est en effet appelé par les protestants du village de La Force, en Dordogne. Ces protestants ont refusé de suivre le pasteur désigné par le Consistoire de Bergerac, car pour eux, il n'était pas "évangélique". Le ministère pastoral de John Bost est reconnu le 26 septembre 1844 à Orléans.
La communauté n'a plus accès au temple réformé et décide de construire un autre temple. L'édifice est inauguré à la sortie est du village le 15 décembre 1846 par Ami Bost, le père de John. Il est complété quelques années plus tard par une aile abritant les premières pensionnaires. Suivront la construction d'un presbytère et d'une école.
« Je formai le vœu, lorsque je serais devenu pasteur, fixé dans une Église, de travailler au relèvement de l'humanité en ouvrant une maison destinée aux orphelines de tout âge, et aux jeunes filles exposées à vivre dans un mauvais entourage. […] Je fus appelé à Laforce comme pasteur. Peu après mon installation, je songeai sérieusement à réaliser mon vœu et à fonder cet asile tant désiré » John Bost.
Le 24 mai 1848, grâce aux recommandations des professeurs de la faculté de théologie protestante de Montauban et aux souscriptions recueillies à Paris et à l'étranger, un orphelinat pour jeunes filles appelé La Famille évangélique, est inauguré. Suivront huit autres pavillons.
John Bost n’a pas été délibérément pasteur d’une église indépendante, il espérait que cette communauté serait entendue par le Consistoire. En 1849, lors du Synode national des Églises évangéliques libres de France en cours de constitution, John Bost est membre de la commission chargée de préparer le projet de constitution. Il signe le texte adopté, avant même que son église le fasse. Cependant, il a toujours cultivé les liens avec les autres Églises, les autres institutions et des pasteurs de toutes tendances théologiques.

### Fondateur inspiré (1851-1860)
Son action ne résulte pas d’une vocation ou d’un charisme personnel mais s’inscrit dans la mission globale et communautaire de l’Église, comme le précise le titre de sa thèse soutenue en 1880 : l’Église chrétienne considérée comme asile de la souffrance.
L’ouverture de La Famille s’inscrit dans un mouvement de fond des œuvres charitables du XIXe siècle mais John Bost va apporter une originalité, celle d’accueillir un public qui n’est pas reçu dans les autres institutions : des enfants et des adultes étant en situation de handicap.
En 1855, les sommes récoltées (plus de 40 000 F) en France avec le soutien d'Adolphe Monod et d'Henriette André-Walther, en Angleterre et en Écosse, lui permettent d'acquérir un domaine et d'y installer Bethseda, asile pour jeunes filles aveugles, infirmes ou handicapées mentales. Trois ans plus tard, c'est Siloé, le pendant pour garçons.
Les asiles créés par John Bost sont des lieux de vie communautaire. Le temps des asiles s’accorde avec le rythme des saisons, des journées, des rencontres et des activités. John Bost l’emploie pour structurer la vie des pensionnaires. Il est convaincu que l’instruction et l’éducation, la lecture de la Bible et les cantiques peuvent permettre aux pensionnaires des Asiles de se développer et de guérir. De même il sera demandé à chacun(e) de participer aux tâches domestiques et de travailler pour que vive la communauté mais également parce qu’il est important que tous aient une activité. John Bost consacre beaucoup de son temps à voyager pour collecter des dons. Seul dépositaire de l'argent récolté, il imposera ses conceptions, ses organigrammes et ses règlements.

### La prise en charge du polyhandicap (1861-1876)

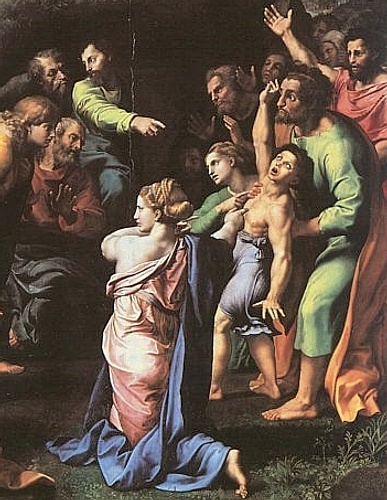
Détail de la Transfiguration de Raphaël illustrant selon le pasteur Bost le rôle de sa fondation soutenant l'enfance souffrante, la souffrance, les disciples du Christ étant appelés à soulager les souffrances.

À quarante-quatre ans, le 1er juillet 1861, John Bost épouse Eugénie Meynardie Ponterie Escot, la fille de grands propriétaires terriens du bergeracois. Le couple aura quatre enfants, Leila (1862), Caroline (1864), Henriette (1866), Henri (1867).
Le pasteur poursuit son œuvre en se consacrant à des personnes atteintes du « haut mal », c'est-à-dire l'épilepsie. Celles-ci n'ont aucun lieu pour être accueillies et sont parfois récusées.
À l’issue d’une réunion publique présidée par le banquier François Delessert, une nouvelle collecte permet d'ouvrir en 1862 Eben-Hezer, réservé aux filles, et en 1870 Bethel, pour les garçons.
En 1867, un nouveau temple est inauguré. Des galeries latérales y ont été aménagées pour les épileptiques. En cas de crise, des grilles se ferment et des rideaux s’abaissent ; cela permet d’évacuer la personne.
En 1875 et 1876, le pasteur Bost inaugure deux maisons de retraite, Le Repos pour des institutrices, des dames veuves ou célibataires, malades, infirmes ou sans appui et La Retraite pour des femmes de condition plus modeste, célibataires, veuves et servantes âgées. Pour le pasteur Bost en effet, si les différences sociales, et la misère, disparaitront à la fin des temps, elles ne doivent être niées ni combattues en ce monde mais reçues comme une épreuve envoyée par Dieu à ceux qui souffrent comme à ceux qui soulagent.
L’histoire des Asiles créés par John Bost n’est pas un projet en soi mais la réponse, jour après jour, à des besoins. Besoin de protéger la jeune fille en danger moral, besoin d’accueillir « l’idiote » et celle qui présente un handicap, besoin de recueillir l’épileptique, besoin d’offrir un dernier toit aux Dames et aux servantes, et de prodiguer les mêmes soins à l’attention des hommes et des garçons.

### La reconnaissance (1877-1881)
Par delà l’ancrage religieux et théologique de la communauté protestante dans laquelle ils naissent, les Asiles se retrouvent au cœur de multiples réseaux qu’a réussi à patiemment tisser et entretenir John Bost.
En 1877, le pasteur libriste abandonne l'UEEL et, non sans heurter les plus radicaux de ses paroissiens, réintègre l'Église réformée concordataire, qui s'est rapprochée du librisme en 1872 en adoptant la confession, c'est-à-dire l'engagement public de chacun pour sa foi.
Les Asiles de Laforce sont reconnus d'utilité publique cette même année par la IIIe République. Cette reconnaissance leur confère une personnalité juridique, leur impose des statuts définis par la loi et un conseil d'administration, qui les fait échapper au mode de fonctionnement jusqu'alors imposé par l'unique propriétaire. Mais surtout, elle assure la pérennité de l’œuvre.
John Bost retrouve le chemin de la doctrine officielle et de la Faculté de théologie protestante de Montauban, où il complète et achève sa formation universitaire en présentant en 1880 une thèse de baccalauréat en théologie, bref mélange de sermon et d'anecdotes, intitulée L'Église chrétienne considérée comme asile de souffrance.
Les Asiles de Laforce se complètent de deux autres établissements grâce à de nouveaux dons. La Miséricorde à partir de 1878 et La Compassion à partir de 1881 accueillent toutes sortes de cas de handicap mental ou physique, de sénilité, d' « épilepsie ». Ces bâtiments sont équipés de salles d'hydrothérapie.
Avant de mourir, John Bost lègue aux Asiles les terrains et les immeubles qu'ils utilisent. Après le décès de leur fondateur, leur direction est attribué au pasteur Ernest Rayroux. Les Asiles de Laforce deviendront en 1882 les Asiles John Bost et en 1969 La Fondation John Bost.
La direction médicale sera attribuée de 1883 à 1896 au Dr Ernest Paul Louis Rolland, médecin des asiles influencé par les travaux de Charcot et de l'école de la Salpêtrière.

## La famille Bost

### Quelques descendants
- Sa fille Leïla Bost épouse le docteur François Charon ; leur fille Suzanne Charon épouse le docteur Léopold Nègre qui met au point la technique de vaccination du BCG
- Sa fille Caroline Bost épouse le docteur Adolphe Jalaguier, qui réalise les premières opérations d'appendicite.
- La nièce de John Bost, Isabelle, fille de Élisée Bost, épouse Louis Séchan, père d'Olivier Séchan et grand-père de Renaud[11].
- Helen Bost, une autre nièce de John Bost et fille d'Ami Bost Junior, est la mère des frères Cadier[12],[13]
- Pierre Bost[14], petit-fils d’Élisée Bost est un écrivain et scénariste français. Il utilise jusqu'en 1945 le pseudonyme de Vivarais. Il est le frère de Jacques-Laurent Bost.
- Jacques-Laurent Bost[15], petit-fils d'Élisée Bost est un écrivain, scénariste, dialoguiste, traducteur et journaliste français.

## Fondation John Bost

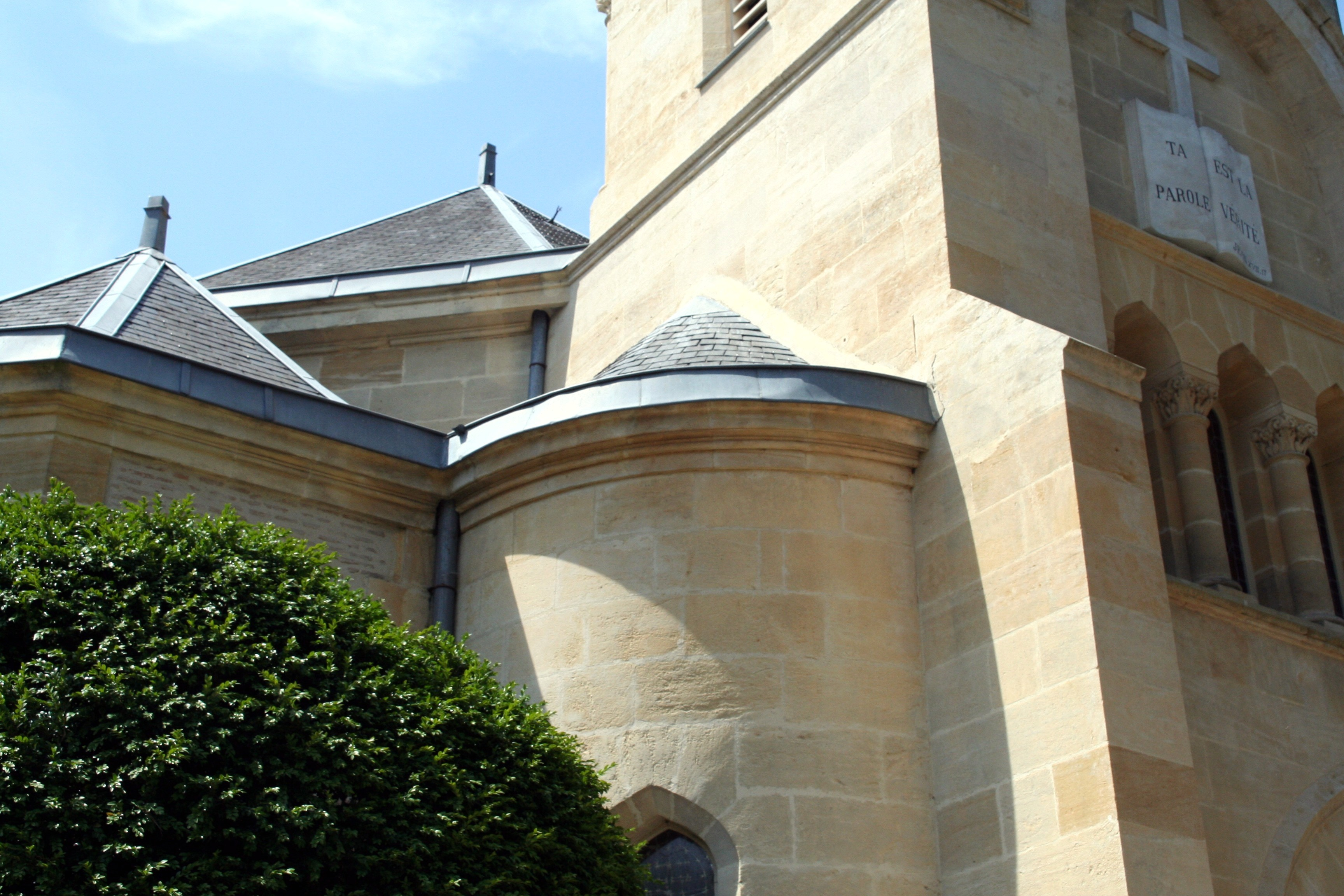
Le temple de la fondation protestante John Bost

### Objet
Créée en 1848 par le pasteur John Bost, la Fondation John Bost est une institution sanitaire et médico-sociale protestante privée à but non lucratif, reconnue d’utilité publique depuis 1877. La Fondation John Bost a une vocation sanitaire (Établissement de santé privé d’intérêt collectif ESPIC) et médico-sociale et se situe dans le cadre des prises en charge de moyenne et longue durée.
La Fondation accueille, soigne et accompagne des personnes (enfants, adolescents, adultes et seniors) souffrant de troubles psychiques et de handicap physique et/ou mental, ainsi que des personnes âgées dépendantes, dont l’état nécessite une vie sociale adaptée.
En 1877, dans un ouvrage publié pour présenter les divers établissements de son institution, le pasteur John Bost présente l'ensemble de cette œuvre qui préfigure l'action médico-sociale publique en ces termes : 
«  L'enfance abandonnée, les infirmes, les incurables, les aveugles, les sourds-muets, les idiots, les épileptiques, les veuves, les institutrices malades, l'humble servante infirme, usée par le travail, viennent vous raconter leurs souffrances, vous bénir pour tout le bien que déjà vous leur avait fait et se recommander à votre sympathie, votre charité — ne soyez pas sourd à leurs cris. Leur histoire se résume en un mot : souffrir et la vôtre en deux mots : soulager, consoler, n'est-ce-pas ?  »
Elle dispose d’environ 1 800 places, réparties dans 38 établissements ou services sanitaires et médico-sociaux. Les personnes accueillies vivent dans un environnement ouvert, paisible, « sans murs ni clôtures ». Actuellement[Quand ?], plus de 2100 professionnels constituent des équipes interdisciplinaires de formations diverses : médicale, paramédicale, éducative, technique et administrative.
Au vu des nombreuses demandes d’admission reçues, les services médicaux privilégient l’hospitalisation d’adultes et d’enfants des deux sexes, présentant des pathologies psychiatriques déficitaires, neuro-psychiatriques sévères ou des polyhandicaps graves.
La Fondation est implantée historiquement dans la vallée de la Dordogne en Aquitaine, elle s’est développée à présent dans 4 régions de France (Nouvelle-Aquitaine, Occitanie, Île-de-France, Normandie).
L’Institution a développé un projet original d’accompagnement de ces personnes, sous la forme d’un projet thérapeutique qui inclut une approche globale de la personne, des démarches médicales et psychothérapeutiques, pédagogiques et éducatives, sociales, culturelles et spirituelles. La Fondation est un lieu de Soin, lieu de Vie, lieu de Sens.
La Fondation John Bost dispose d’un centre de formation, le CeF qui forme chaque année 1000 professionnels.

### Moyens
Dans le cadre de CPOM, le financement des établissements dépend de l’assurance maladie et des Conseils départementaux.
La Fondation bénéficie du soutien important de donateurs qui permettent de mettre en œuvre des missions non conventionnées ou de financer de nouveaux projets.

### Orientation
La Fondation John Bost propose ses références, ses repères autour de l’éthique de situation et de responsabilité, et son savoir-faire dans le soin et l’accompagnement de la santé mentale. Pour répondre aux besoins des familles et des personnes qui lui font confiance, la Fondation se doit de se rapprocher des zones urbaines et de venir au plus près des populations qui n’ont pas de solution. Au travers des actions des fondations individualisées, elle pourra mettre à disposition des travaux réalisés (autour de la vulnérabilité, des troubles autistiques, de l’épilepsie…), acquérir de nouvelles compétences et savoir-faire.
La Fondation se veut non seulement le partenaire des pouvoirs publics et des collectivités territoriales mais elle est également celui des œuvres protestantes avec lesquelles elle collabore sur des bases géographiques ou thématiques.
La Fondation adhère à la Fédération des établissements hospitaliers et d'aide à la personne (FEHAP) et travaille en étroite association avec les établissements pour polyhandicapés de l'APHP d'une part, et des établissements du Lot-et-Garonne (Association Après 47) d'autre part. Elle est soutenue par la Fondation du protestantisme et est guidée par la charte de la Fédération de l'entraide protestante (FEP). Elle participe aux groupes d'intérêts European Association for Physician Health (EAPH) et Handicap et Églises.

## Publications
- Charles-Marc Bost, Mémoires de mes fantômes, Ami Bost - John Bost, les descendants, Calvin Editions, 2022,  (ISBN 9782492099052)
- La Famille Évangélique, institution de jeunes filles, à Laforce (Dordogne) - Premier Rapport 1848-49, Imprimerie de Madame Smith, Paris, 1849, 15 p.
- La Famille Évangélique - Deuxième Rapport 1850-1851, Faisandier impr., Bergerac, 1851, 14 p.
- La Famille Évangélique - 5e Rapport 1854-1855, Ch. Meyrueis et Cie impr., Paris, 1856, 31 p.
- Asile de Bethesda, Ch. Meyrueis et Cie impr., Paris, 1856, 36 p.
- Asile de Bethesda, Meyrueis et Cie., Paris, 1857, 37 p.
- La Famille Évangélique - 7e Rapport 1857, Meyrueis et Cie, Paris, 1858, 24 p.
- Les Œuvres de Laforce - La Famille Évangélique (8e rapport du 1er janvier 1858 au 31 décembre 1859), Bethesda (3e rapport du 1er avril 1858 au 31 mars 1860), Siloé (1er rapport du 1er août 1858 au 31 mars 1860), Meyrueis et Cie, Paris, 1860, 99 p.
- Les Œuvres de Laforce - La Famille Évangélique (9e rapport du 1er janvier 1860 au 30 juin 1864), Bethesda (4e rapport du 1er mai 1860 au 30 juin 1864), Siloé (2e rapport du 1er avril 1860 au 30 juin 1864), Eben-Hezer (1er rapport du 1er avril 1862 au 30 juin 1864), Bethel (1er rapport du 1er janvier 1863 au 30 juin 1864), Meyrueis et Cie, Paris, 1864, 103 p.
- Les Œuvres de Laforce - La Famille Évangélique, Bethesda, Siloé, Eben-Hezer, Bethel, Faisandier impr., Bergerac, 1967, 131 p.
- Les Œuvres de Laforce, Faisandier impr., Bergerac, 1968, 47 p.
- Les Œuvres de Laforce - La Famille Évangélique, Bethesda, Siloé, Bethel, Eben-Hezer, Faisandier impr., Bergerac, 1969, 46 p.
- Les Asiles de Laforce - La Famille Évangélique, Bethesda, Eben-Hezer, Siloé, Bethel, Faisandier impr., Bergerac, 1970, 63 p.
- Les Asiles de Laforce - La Famille Évangélique, Bethesda, Eben-Hezer, Siloé, Bethel, Le Repos, Faisandier impr., Bergerac, 1973, 79 p.
- Les Asiles de Laforce - La Famille Évangélique, Bethesda, Eben-Hezer, Siloé, Bethel, Le Repos, Faisandier impr., Bergerac, 1974, 51 p.
- Les Asiles de Laforce - La Famille Évangélique, Bethesda, Eben-Hezer, Siloé, Bethel, Le Repos, Faisandier impr., Bergerac, 1975, 98 p.
- Les Asiles de Laforce - La Famille Évangélique, Bethesda, Eben-Hezer, Siloé, Bethel, Le Repos, La Miséricorde, Faisandier impr., Bergerac, 1976, 88 p.
- Les Asiles de Laforce - La Famille Évangélique, Bethesda, Eben-Hezer, Siloé, Bethel, Le Repos, La Miséricorde, Faisandier impr., Bergerac, 1977, 88 p.
- Les Asiles de Laforce - La Famille Évangélique, Bethesda, Eben-Hezer, Siloé, Bethel, Le Repos, La Miséricorde, Faisandier impr., Bergerac, 1978, 78 p.
- Les Asiles de Laforce - Reconnus par l'état comme établissement d'utilité publique le 7 septembre 1877, orphelines - infirmes - incurables - aveugles malades - idiots - imbéciles - épileptiques - institutrices malades - veuves infirmes - servantes âgées ou incurables, Librairies protestantes, Paris, 1879, 86 p.
- Bulletin des Asiles de Laforce - octobre 1879, Ch. Noblet impr., Paris, 1879, 16 p.
- Les Asiles de Laforce - Reconnus par l'état comme établissement d'utilité publique le 7 septembre 1877, orphelines - infirmes - incurables - aveugles malades - idiots - imbéciles - épileptiques - institutrices malades - veuves infirmes - servantes âgées ou incurables, Librairies protestantes, Paris, 1880, 60 p.
- Les Asiles de Laforce - Reconnus par l'état comme établissement d'utilité publique le 7 septembre 1877, orphelines - infirmes - incurables - aveugles malades - idiots - imbéciles - épileptiques - institutrices malades - veuves infirmes - servantes âgées ou incurables, Librairies protestantes, Paris, 1880, 30 p.
- Bulletin des Asiles de Laforce - novembre 1880, Ch. Noblet impr., Paris, 1880, 30 p.
- L'Église chrétienne considérée comme Asile de la souffrance, Thèse présentée à la faculté de théologie de Montauban en février 1880 pour obtenir le grade de bachelier en Théologie par Jean-Antoine (John) BOST, directeur des asiles de Laforce, né à Moutiers-Grand-Val (Suisse) le 4 mars 1817.
- Les Asiles de Laforce - Reconnus par l'état comme établissement d'utilité publique le 7 septembre 1877, orphelines - infirmes - incurables - aveugles malades - idiots - imbéciles - épileptiques - institutrices malades - veuves infirmes - servantes âgées ou incurables, Librairies protestantes, Paris, 1881, 52 p.
- Bulletin des Asiles de Laforce – avril 1881, Ch. Noblet impr., Paris, 1881, 16 p.

## Distinctions
- Prix Montyon de vertu 1860.
- Chevalier de la Légion d'honneur 1866.
- Médaille d'argent de la Société de protection des apprentis et des enfants placés dans les villes manufacturières 1868.
- Médaille du mérite de l'Exposition universelle de 1873 à Vienne.
- Médaille d'or de l'Exposition universelle de 1878 de Paris.

### Textes de John Bost
- Notice historique de la fondation des Asiles
- L'église chrétienne considérée comme asile de la souffrance : thèse présentée à la faculté de théologie protestante de Montauban (1880)